# شير محمد (بل دشت)
شير محمد هي قرية في مقاطعة بل دشت، إيران. يقدر عدد سكانها بـ 48 نسمة بحسب إحصاء 2016.